# Havoc - Fuori controllo
Havoc - Fuori controllo (Havoc) è un film del 2005 diretto da Barbara Kopple.
Il film narra di due annoiate teenager di Los Angeles, che si abbandonano al "Gangsta Lifestyle" della cultura hip-hop, fumando crack e imprecando.

## Trama
Los Angeles. Allison ed Emily, stanche della solita vita con i soliti amici, decidono di andare nella 16ª strada, abitata principalmente da latinoamericani. Qui conoscono degli spacciatori di erba e crack, ed Allison viene sempre più attratta da uno di loro, Hector.
Una sera, mentre i ragazzi stanno giocando a poker, Allison ed Emily decidono di chiedergli di poter entrare a far parte della gang della 16ª strada: Hector prima se la ride e poi spiega loro che per poter entrare a farne parte bisogna tirare un dado; il numero che uscirà sarà il numero delle persone con cui dovranno fare sesso.. Ad Allison esce 1 e sceglie di farlo con Hector, ma quando stanno per incominciare viene presa dal rimorso, subendo le ire di Hector e venendo cacciata dalla stanza; ad Emily invece esce un 3 e sembra più convinta dell'amica nel proseguire in questa cosa, ma dopo l'uscita di Allison i tre latinoamericani diventano violenti, finendo per farle male. Una volta tornate a casa Emily decide di denunciarli, ed Hector finisce in prigione; Emily però per incastrarli omette di dire che loro due avevano chiesto di entrar a far parte della gang ed accettato la pratica di iniziazione.
Allison dice ai genitori di Emily la verità sulla questione, ed Emily si arrabbia molto con l'amica, mentre gli amici delle due ragazze vanno contro i gangster latinoamericani decisi a ucciderli.